# Африка (филм, 2022)
„Африка“ с подзаглавие „Героите не ги изяждат“ е руски детски филм от 2022 г., режисиран от Дария Биневская, нейният дебютен пълнометражен филм.

## Сюжет
Въпреки мястото и времето на действието, сериозния драматичен сюжет, „Африка“ е семеен филм за деца с възрастова граница 6+. Според режисьора на филма не бива да се възприема филма като сериозна военна драма, „Африка“ е филм – притча, образ, метафора или „социална приказка“ за смелостта, за предаността, за първия сериозен избор, за вярата в човечеството, за глада, за любовта и за ранната зряла възраст:
| „               | Като режисьор и сценарист бях изправена пред задачата да направя исторически филм, чието действие се развива по време на блокадата на Ленинград, но същевременно да го направя достъпен за гледане от много ранна възраст. И мисля, че успяхме. | “ |
| Дария Биневская | |   |

Зимата на 1943 г., война. В покрайнините на обсадения Ленинград, в едно празно село, са останали живи само майка и трите ѝ деца: най-голямият, Санка, средниният, осемгодишният Егорка, и много малката дъщеря, Маша. Майката е твърде слаба, за да отиде в гората в търсене на храна и припада от глад. Синовете тръгнали през минирано поле в гората, за да се сдобият поне с някаква храна за семейството. След скорошен обстрел на мястото на битката те намират ранено, едва живо огромно куче. На нашийника на кучето има медальон на сапьорния батальон, което ясно показва, че това е сапьорско куче. И докато по-големият брат, сега най-големият в семейството и отговорен за него, вижда кучето като средство за оцеляване на семейството от глад: „Това не е куче. Това е храна“, по-малкият не е съгласен с него: „Това е съветско бойно куче“. Егорка не може да позволи това куче просто да бъде изядено; малкото момче е изправено пред напълно недетски избор: да спаси кучето или семейството.
Африка се играе от овчарките Лилия и Жаклин от агенция, специализирана в обучението на кучета за филми. 11-годишната Лилия е снимана в близък план заради своите предани и любящи очи и мило лице. По-младата Жаклин участва във всички бягания и каскади.
Снимките се провеждат през януари 2021 г. в Ленинские горки.

## Показ
Премиерата на филма се състои в Деня на победата, 9 май 2022 г., по телевизионния канал STS след излъчването на Парада на победата в 12:10 ч. В същия ден филмът е пуснат в кината в Русия; За една година, до юни 2023 г., 60 286 зрители гледат филма в кината, общите приходи от билети възлизат на 5 681 202 рубли, но прожекциите са организирани предимно безплатно на международни площадки от Россътрудничество и в руски кина, както и в училища, детски лагери и други детски институти. 
Като част от филмовия проект Kinosferum филмът е публично достъпен в интернет за онлайн прожекция.